# 詐欺遊戲 (韓國電視劇)
《詐欺遊戲》（韓語：라이어 게임）為韓國tvN自2014年10月起播出的tvN月火迷你連續劇，由金洪善導演執導、劉勇在作家合作打造。本劇改編自日本漫畫家甲斐谷忍原作的同名漫畫，講述在《詐欺遊戲》真人秀中，只有欺騙到對方的人才能獲勝，單純的欠債女大學生和心理學教授出身的天才詐騙犯的出演，將帶來一連串關於背叛和反轉的故事。。

## 演員陣容

### 主要角色
- 李相侖 飾演 夏宇真（原作：秋山深一）（台灣配音：李世揚）28歲，「詐欺遊戲」參賽者／首爾大學應用心理學教授／釋囚

因為親眼見証著母親的死亡而對人產生不信任，以一己之力把欺騙母親的L Company弄垮。間接讓多情與其父失聯。
在獄中亦不時協助警方測謊，並認識了趙達久，在其穿針引線下認識了南多情。
幫助多情贏了玄老師之後，被道英邀請進入遊戲裡面。在少數決、裁員遊戲、走私遊戲中帶領眾人勝出。在總統遊戲中初嘗敗績，但對大局沒有太大影響。
在最後一局中被逼與多情為敵，但最終仍獲多情信任。完結之後和多情重返孤兒院，並燒毁大部份文件。
這次欺詐遊戲完結後，再次被邀請參加；這次他亦挺身迎戰。
故事末段揭露母親是孤兒院經營者，自己也在小時候認識過道英和多情。
- 金昭誾 飾演 南多情（原作：神崎直）（台灣配音：詹雅菁）

25歲，「詐欺遊戲」參賽者／咖啡廳兼職生／替父還債者
父親因重債而出走，自己則半工讀地還債。不斷被達久上門催債，但次次都沒有錢還。
在街上幫助老人後突然變成欺詐遊戲的參加者。早早便被玄老師騙去所有錢，在認識了夏宇振後幾乎連戰連勝。
提倡參加者要互相合作，但並沒有被大家所採納。然而因為心地善良，最終所有人都願意相信她。
最後一場比賽被宇真舉槍相向而情緒崩潰，但後來再次選擇相信宇振。
比賽之後還清債務，與父親重逢並再次回到校園。
- 申成祿 飾演 姜道英(原作：橫矢則彥)（台灣配音：宋克軍）

32歲，「詐欺遊戲」主持／分析師
一開始以詐欺遊戲的主持身份出場，實則上卻有份參與遊戲設計。能夠控制自己的微表情。在他的設計下，宇真於少數決時加入了遊戲。
不論是節目外與節目內都支配著各位玩家，故意讓Jamie加入，暗中操控了局長和董事長。
原本只是主持的他在總統遊戲時加入成為玩家，打後便儼然和夏宇真成為對立的存在。
在暗中幹了很多齬齪事，如召來高利貸打玄老師、製造假緋聞、綁架多情父親、弄傷聖俊等等。
於總統遊戲中勝出，但計窮於走私遊戲。最後遊戲中不敵宇振和多情二人的信任，結果落敗。
因為暗中操盤和商業詐騙被捕，陰謀暴露的他在獄中跟宇振指自己後面還有更大更厲害的存在。在押送時被擄走，詐欺遊戲似乎死灰復燃。
故事末段揭露原本是宇真母親所開孤兒院的孤兒之一，被買走後似乎經歷了慘無人道的童年。

### 宇振周邊人物
- 崔允素 飾演 具自英

27歲，新聞社記者，宇振的大學後輩。
一直協助宇振調查姜道英的過去，心中亦不齒道英的行為。
- 金姈愛 飾演 宇振母（特別演出）

社會企業代表，福祉財團理事長。
小時候教導宇振要相信其他人，孤兒院經營不善而倒閉後，再被欺詐因而走上絕路。
在自己兒子面前死去。

### 多情周邊人物
- 趙在允 飾演 趙達久 （香港配音：黃樂維）

38歲，債務催討人。
雖然粗魯，但本性善良。因為替舊情人頂罪而入獄，從而認識了夏宇振。
一直向多情催債，但始終惡不起來，結果常被邀請一起吃飯。
多情參加了詐欺遊戲之後，漸漸不再想去催債，轉而協助二人。
在總統遊戲中被拉入參加成為參賽者之一。最後一局早早被淘汰，卻成功籍此救下多情父親。
最後結局時送了禮物去Jamie新開的店子。
- 嚴孝燮 飾演 多情父   （香港配音：陳偉權）

露宿者／欠債者，逃避生活的人。
因為買下L Company股票而蝕了大筆錢，因無力還款而變成流浪者。
多情參加了詐欺遊戲後於電視曝光，被李PD找到，但亦因此被姜道英所發現。
最後遊戲時被道英抓走，結果被達久拯救。最後回到生活跟多情一起生活。

### 道英周邊人物
- 車秀妍 飾演 李允珠

29歲，「詐欺遊戲」PD。
一開始對姜道英頗為信服。然而越發察覺有不對勁，懷疑所有東西都是由道英設的局。
雖然也會找尋話題用作宣傳，但大都會保持人性不會太誇張。雖然發現了多情之父所在，但一直不想用之來炒作。
在最後遊戲時千鈞一髮察覺到多情的手槍中有真子彈，阻止了道英的陰謀。
- 崔鎮鎬 飾演 張哲修局長

47歲，JVN電視台局長。
在不同場合裡被道英、Jamie等所利用。因為其位高權重，李PD亦只能作出折衷。
當道英由主持變成參賽者後，當上主持一職。

### 節目參賽者
- 金溢太 飾演 玄老師（原作：藤澤和雄）

64歲，退休的高中老師，多情以前的老師。Round 1參賽者。
當年曾幫助多情，但遭受人情冷暖後變得自私自利。原本騙走了多情所有錢，但卻被夏宇振騙回。
在勝負公佈後被債主找上門，多情因此為其還下欠款。
- 李伊 飾演 Jamie／吳靜雅 (原作：福永)

27歲，前女主持人。
在少數決時被張局長安排參加，加入了多情的組後另外組了兩隊人馬；然而最終不敵宇振而落敗。
裁員遊戲中控制了所有人，但算漏了宇振跟多情聯手，結果最後成為被操控的玩家之一。
總統遊戲中原本提名了道英並跟之一隊，遊戲中途卻被其背叛，結果不能賺得分毫。
走私遊戲中再次被道英放棄，並將之留在多情那邊。道英原本想操縱了己隊三人之後讓Jamie背叛多情，但Jamie卻選擇幫助多情。
基本上之後已經完全偏向支持多情和宇振，在最終遊戲中第二個被淘汰。達久救出多情父親後，不惜一切衝上台告知了宇振。
結局時開了自己的店。
- 張勝祖 飾演 金奉根

30歲，國會議員輔佐官。
在少數決中加入多情宇振隊，在裁員遊戲中成為Jamie的棋子。在總統遊戲中帶了自己的上司來當總統候選人。
在遊戲中看清了上司的本性，獲得了錢之後被道英淘汰，帶著九億的獎金出選議員與原上司對弈。
- 李哲民 飾演 鬥牛犬／全英哲  （香港配音：陳偉權）

39歲，前運動選手。
性格火爆衝動，少數決時因用暴力結果被隔離。在裁員遊戲中成為Jamie的棋子，總統遊戲裡見機行事，被道英、宇振等玩弄於股掌之間。
走私遊戲裡被道英選為同隊，因為不喜歡被其欺壓，聯同其餘二人反叛，結果順利贏錢。
原本可以退出的他為了擊潰道英參加了敗部復活戰，17Poker中因動態視力而連戰連勝，但卻被道英看破並以完美洗牌法反勝。
結局裡開了自己的拳館。
- 朴盧植 飾演 鄭容植科長   （香港配音：楊智聰）

47歲，中小企業退休職員，因母親長期住院而負債。
在少數決中加入多情宇振隊，在裁員遊戲中成為Jamie的棋子。因為可憐多情而向她坦白Jamie的計謀。
裁員遊戲結束後，被多情所裁掉，同時亦被其救濟，使之可以退出之餘不再欠債。因此他對南多情非常感激。
- 李海英 飾演 高燦容

50歲，律師。
在少數決中加入多情宇振隊，在裁員遊戲中成為Jamie的棋子。
總統遊戲時一開始隱暪了道英把他的夾萬當作集合資金，結果當達九當選後被淘汰出局。
- 李時厚 飾演 崔聖俊

21歲，駭客。
在少數決中一直被懷疑，但當Jamie揭露自己計謀後旋即與宇振合作。在裁員遊戲中成為Jamie的棋子，總統遊戲中則為多情和宇振所用。
走私遊戲裡被道英選為同隊，因為不喜歡被其欺壓，聯同其餘二人反叛，結果順利贏錢。
在遊戲之間被夏宇振拜託調查姜道英的身世，調查完畢後他將資料給了宇振。
原本可以退出的他為了擊潰道英參加了敗部復活戰，但參加之前卻被道英所害，幾乎失去性命。
故事末段，跟中了槍傷的夏振宇在醫院相遇。
- 朴在勳 飾演 具人氣

40歲，演藝人。
在少數決中加入多情宇振隊，在裁員遊戲中成為Jamie的棋子。總統遊戲時見機行事，不斷被道英、宇振所利用。
走私遊戲裡被道英選為同隊，因為不喜歡被其欺壓，聯同其餘二人反叛，結果順利贏錢。
原本可以退出的他為了擊潰道英參加了敗部復活戰，但在17Poker中不敵鬥牛犬和姜道英而出局。
結局裡重歸演藝生涯。
- 金善華 飾演 皮皮道士／洪仁淑

45歲，女巫術師，手執羽扇。
在少數決中加入多情宇振隊，在裁員遊戲中成為Jamie的棋子。總統遊戲時早早就支持了輔佐官帶來的議員，並指道英命中剋父母，為反賊奸臣之相。
然而，當投票過後，道英成為總統，迅即便將之淘汰。

### 其他人物
- 李奎福 飾演 裴社長

張局長上司。實際上已被姜道英所控制。
- 朴浩山 飾演 車刑警

## 原聲帶
- Part.1（發行日期：2014年10月20日）

| 曲序 | 曲目          | 演唱       | 时长 |
| ---- | ------------- | ---------- | ---- |
| 1.   | Liar          | Dear Cloud | 3:42 |
| 2.   | Liar（Inst.） |            | 3:42 |

- Part.2（發行日期：2014年10月28日）

| 曲序 | 曲目          | 演唱 | 时长 |
| ---- | ------------- | ---- | ---- |
| 1.   | Mask（가면）  | 牽牛 | 4:21 |
| 2.   | Mask（Inst.） |      | 4:21 |

- Part.3（發行日期：2014年11月4日）

| 曲序 | 曲目                          | 演唱            | 时长 |
| ---- | ----------------------------- | --------------- | ---- |
| 1.   | Where are we（우리는 어디로） | Joohee (8Eight) | 3:35 |
| 2.   | Where are we（Inst.）         |                 | 3:35 |

## 收視率
| 集數       | 播出日期   | 標題                                    | AGB 收視率（全國） | 排行     | 排行     |
| 集數       | 播出日期   | 標題                                    | AGB 收視率（全國） | 所有節目 | 戲劇節目 |
| ---------- | ---------- | --------------------------------------- | ------------------ | -------- | -------- |
| 1          | 2014/10/20 | Round 1－五億遊戲 Ⅰ                     | 0.866%             | 38       | 18       |
| 2          | 2014/10/21 | Round 1－五億遊戲 Ⅱ                     | 1.046%             | 22       | 11       |
| 3          | 2014/10/27 | Round 2－少數決 Ⅰ                       | 0.903%             | 25       | 16       |
| 4          | 2014/10/28 | Round 2－少數決 Ⅱ                       | 1.065%             | 8        | 4        |
| 5          | 2014/11/03 | 敗者復活戰－淘汰遊戲 Ⅰ                  | 0.828%             | 36       | 19       |
| 6          | 2014/11/04 | 敗者復活戰－淘汰遊戲 Ⅱ                  | 0.949%             | 12       | 7        |
| 7          | 2014/11/10 | Round 4－總統遊戲 Ⅰ                     | 0.807%             | 36       | -        |
| 8          | 2014/11/11 | Round 4－總統遊戲 Ⅱ                     | 1.108%             | 11       | 6        |
| 9          | 2014/11/17 | Round 5－走私遊戲 Ⅰ                     | 0.907%             | 27       | 19       |
| 10         | 2014/11/18 | Round 5－走私遊戲 Ⅱ                     | 1.250%             | 7        | 6        |
| 11         | 2014/11/24 | Final Round－敗部復活戰＋勝利者的舞台 Ⅰ | 0.804%             | 46       | -        |
| 12         | 2014/11/25 | Final Round－勝利者的舞台 Ⅱ             | 0.989%             | 25       | 18       |
| 平均收视率 | 平均收视率 | 平均收视率                              | 0.960%             | -        | -        |

## 獎項
| 年度 | 大獎          | 獎項             | 入圍者 | 結果 |
| ---- | ------------- | ---------------- | ------ | ---- |
| 2015 | tvN go Awards | 年度瘋狂存在感賞 | 李伊   | 提名 |

## 腳註
1. ↑  .   [2014-09-18]. （原始内容存档于2020-04-18）.
2. ↑  .   [2014-10-14]. （原始内容存档于2013-12-26）.

## 外部連結
- 韓國tvN官方網站 （页面存档备份，存于）

| tvN 月火劇                                      | tvN 月火劇                                   | tvN 月火劇 |
| ----------------------------------------------- | -------------------------------------------- | ---------- |
|                                                 | 詐欺遊戲 （2014年10月20日 - 2014年11月25日） |            |
| 我的秘密飯店 （2014年8月18日 - 2014年10月14日） | 有理的愛情 （2014年12月1日 - 2015年2月3日）  |            |

| 臺灣 八大綜合台 星期一至五 21:00 - 22:00 | 臺灣 八大綜合台 星期一至五 21:00 - 22:00    | 臺灣 八大綜合台 星期一至五 21:00 - 22:00 |
| ---------------------------------------- | ------------------------------------------- | ---------------------------------------- |
|                                          | 詐欺遊戲 （2015年5月6日 - 2015年5月28日）   |                                          |
| 未生 （2015年3月18日 - 2015年5月5日）    | 高校處世王 （2015年5月29日 - 2015年7月1日） |                                          |